# هنري لويس بيلمن
وهو سياسي أمريكي ينتمي إلى الحزب الجمهوري ولد هنري لويس بيلمن في 3 أيلول - سبتمبر من 1921 في ولاية أوكلاهوما الأمريكية كان لدى بيلمن اثنا عشر شقيقا شارك بيلمن في الحرب العالمية الثانية في قوات مشاة البحرية الأمريكية كان هنري لويس بيلمن تزوج هنري لويس بيلمن في سنة 1947 من شيرلي اوسبورنوكان له من شيرلي اوسبورن ثلاث بنات حاكما على ولاية أوكلاهوما الأمريكية في فترتين الأولى كانت ما بين الأعوام 1963 إلى عام 1967 والثانية كانت ما بين الأعوام 1987 إلى عام 1991 وكما كان بيلمن عضوا في مجلس الشيوخ الأمريكي عن ولاية أوكلاهوما ما بين الأعوام 1969 إلى عام 1981 تزوج بيلمن سنة 2002 مرة ثانية بعد وفاة زوجته الأولة شيرلي اوسبورن توفي هنري لويس بيلمن 29 أيلول - سبتمبر من سنة 2009 في ولاية أوكلاهوما الأمريكية.